# Muďoul
Muďoul (Asimina) je rod nižších dvouděložných rostlin z čeledi láhevníkovité (Annonaceae). Jsou to opadavé dřeviny s jednoduchými střídavými listy a poměrně velkými květy. Rod zahrnuje 8 druhů a je rozšířen v jihovýchodních oblastech USA, zejména na Floridě. Plody muďoulu trojlaločného jsou jedlé.

## Popis
Muďouly jsou opadavé keře nebo malé stromy, dosahující výšky 2 až 12 m. Borka je tenká, tmavě hnědá, podélně praskající. Dřevo je zelenožluté, lehké, měkké, hrubě zrnité a houbovité. Pupeny jsou malé, hnědé a chlupaté. Listy jsou jednoduché, střídavé, vejčité, celokrajné, lysé nebo chlupaté, 20 až 35 cm dlouhé a 10 až 15 cm široké. Zcela vyvinuté jsou hladké, na lící sytě zelené, na rubu světlejší, na podzim se zbarvují rezavě žlutě. Vůně rozdrcených listů připomíná zelenou papriku.
Páchnoucí květy vyrůstají jednotlivě nebo po 7 až 8 v úžlabních svazečcích. Jsou velké, 4 – 6 cm v průměru, se 3 kališními a 6 korunními lístky ve dvou nestejných kruzích. Kališní lístky jsou zelené, chlupaté, korunní jsou bílé, fialové až červenohnědé. Na bázi korunních lístků jsou přítomna nektária. Tyčinky jsou velmi četné, s krátkými tlustými nitkami, nahloučené do kulovitého útvaru kolem pestíků. Gyneceum obvykle ze 2 až 8, nebo až z 12 volných plodolistů s několika až mnoha vajíčky. Plody jsou velké bobule, obvykle v souplodí po 3–5 z jednoho květu, 3 až 16 cm dlouhé, se 3 až mnoha semeny.

## Rozšíření
Rod zahrnuje celkem 8 druhů rozšířených v jihovýchodních USA. Muďoul trojlaločný nepatrně přesahuje i do Kanady. Je to jediný rod čeledi láhevníkovité zasahující do mírného pásu. Nejvíce druhů roste na Floridě, nejrozsáhlejší areál mají druhy Asimina parviflora a A. triloba.
Rostou nejčastěji na písčitých půdách v boro-dubových (Quercus laevis a Pinus palustris) lesích a na savanách.

## Historie
Nejstarší informace o rodu moďoul jsou z roku 1541. Ve zprávě expedice Hernanda de Soto je zmínka, že domorodí Američané pěstují muďoul na východ od řeky Mississippi. Badatelé Lewis a Clark byli na plodech muďoulů během svých cest závislí. Chlazené ovoce bylo oblíbeným dezertem George Washingtona a Thomase Jeffersona. Sdružení pěstitelů z Ohio lobbovalo za muďoul, aby se stal ovocem státu Ohio v roce 2006, což bylo úředně potvrzeno v roce 2009.

## Léčivé vlastnosti
Rostlina obsahuje látky, které jsou testovány pro alternativní léčbu rakoviny. Produkce účinných látek se však u jedinců muďoulu velmi liší. Nemohou nahradit odpovídající léčbu, neboť pouze standardizované extrakty jsou přijatelné.

## Zástupci
- muďoul trojlaločný (Asimina triloba)

## Význam
Plody muďoulu jsou největším původním ovocem Severní Ameriky. Jsou velmi populární, avšak mají za zralosti krátkou trvanlivost. Chuť oplodí je podobná banánu a mangu, výrazně se liší podle kultivaru, a má více bílkovin než většina ostatních druhů ovoce.
Plody lze sušit do marmelád nebo želé, nebo kompotovat. V Západní Virginii jsou oblíbené v ořechovém dortu, nebo zapečené v ovocném koláči.
Semena obsahují toxické acetogeniny (polyketidy) s insekticidními vlastnostmi, podobně jako semena láhevníků (Annona sp.). Některé indiánské kmeny používají suchý prášek ze semen na hlavy dětí proti vším.
Muďoul trojlaločný (Asimina triloba) je jediný zástupce čeledi, který je schopen přežít středoevropské zimy a je zde vzácně pěstován v parcích a botanických zahradách. V našich podmínkách dosahuje pouze keřovitého vzrůstu.
Muďoul trojlaločný je také potravou housenek otakárka fenyklového.

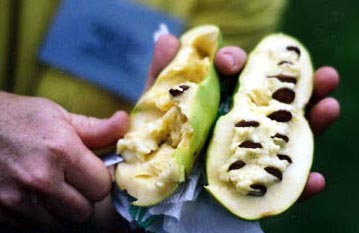
Muďoul trojlaločný – plod zevnitř
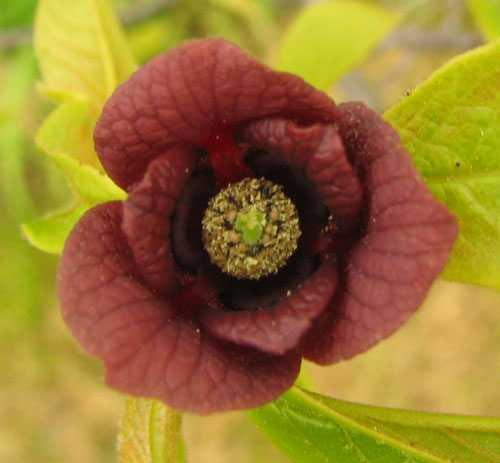
Muďoul trojlaločný – květ
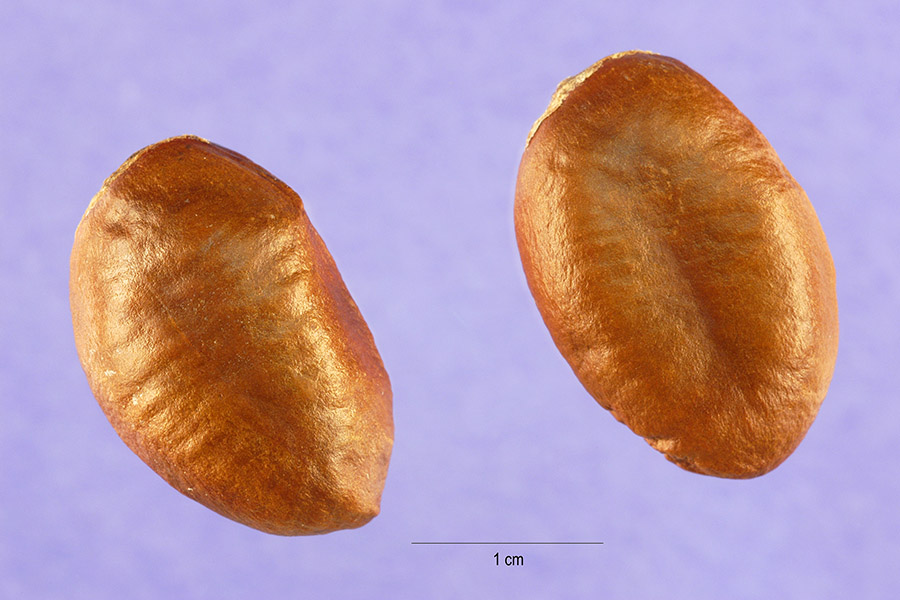
Muďoul trojlaločný – semena

## Kultivace
Opylují ji ovocné mušky, mouchy a brouci, květiny produkují slabý pach, který láká málo, pokud vůbec. opylovače, a tím omezují produkci ovoce. Větší pěstitelé někdy přidávají hnijící ovoce nebo hnijící maso do blízkosti stromů v době květu ke zvýšení počtu opylovačů.